# جان بارو
جان بارو اولین مربی باشگاه فوتبال بارسلونا بود. او توسط خوان گمپر استخدام شد و چهار ماه در این سمت بود